# 1941年德國向蘇聯宣戰

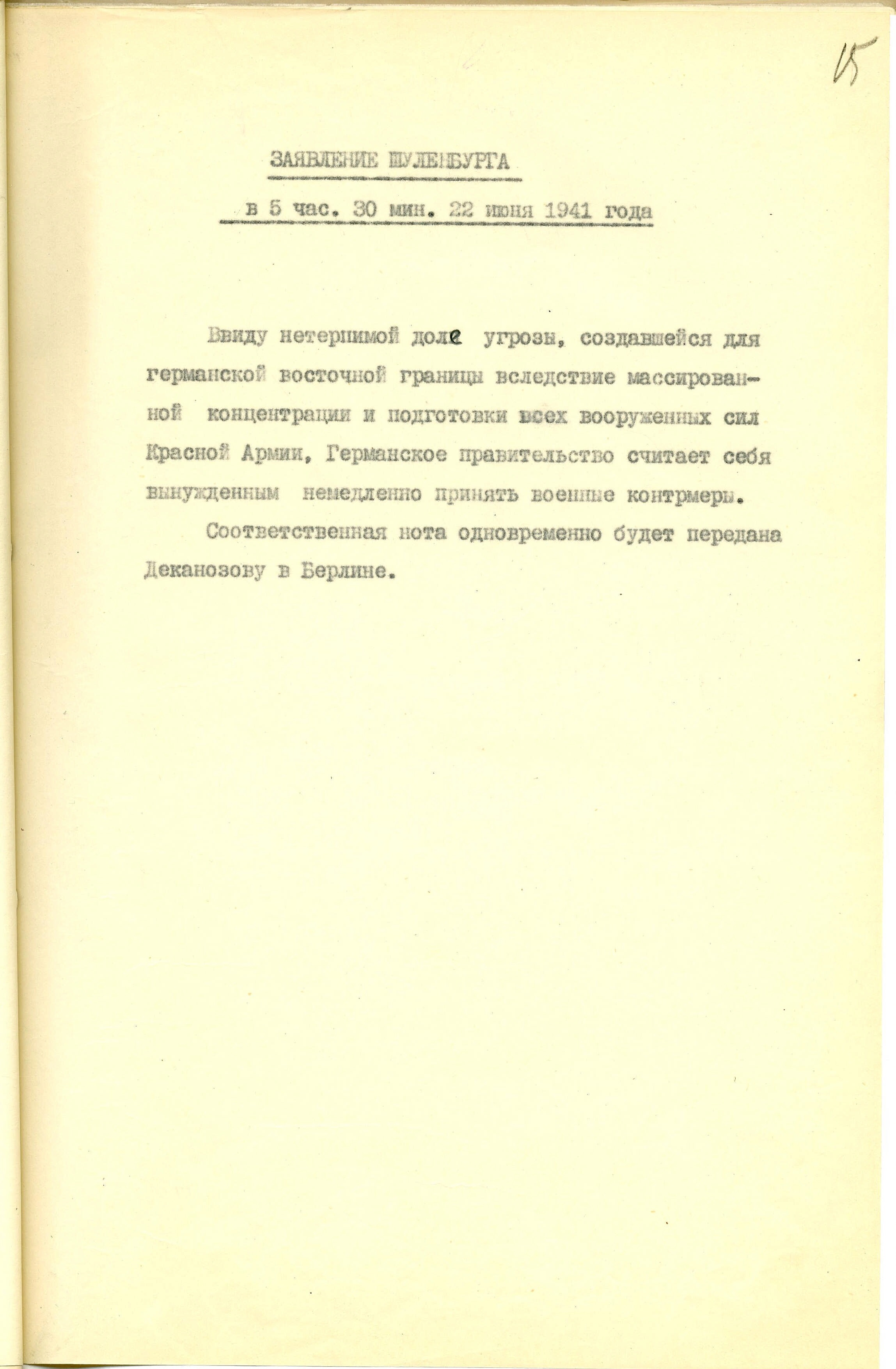
1941年6月22日凌晨5點30分，舒倫堡宣言的俄文譯本如下：「鑑於紅軍所有的武裝部隊的大規模集結和動員，德國東部邊境出現了無法容忍的威脅……德國政府認定必須立即採取軍事反制措施，相應的照會將同時提交給柏林的杰卡諾佐夫。

1941年6月22日，德國外交部致蘇聯政府的照會中正式向蘇聯方面宣告戰爭狀態。柏林時間時間凌晨4點（莫斯科時間凌晨5點），德國外交部長約阿希姆·馮·裡賓特洛甫向蘇聯駐德國大使弗拉基米尔·捷卡诺佐夫在柏林向他通報了德國對蘇聯進入戰爭狀態的情況。幾個小時後，德國駐蘇聯大使弗里德里希·維爾納·馮德舒倫堡伯爵在莫斯科向蘇聯外交部長維亞切斯拉夫·莫洛托夫也遞交了照會。同日，《紐約時報》刊登了此宣言的英文譯本。

## 背景
1941年6月14日，蘇聯媒體塔斯社表示，「蘇聯遵循其和平政策、已經遵守並打算遵守莫洛托夫-裡賓特洛甫條約……蘇聯即將準備與德國開戰的傳言是虛假的……」 1941年6月22日，維亞切斯拉夫·莫洛托夫和尤里·列維坦在向蘇聯人民發布的公共廣播公告中均表示，德國入侵時「沒有向蘇聯提出任何要求，也沒有宣戰」。莫洛托夫也在公開演講中表示，舒倫堡在戰爭開始數個小時後，才在莫斯科時間凌晨5點30分才通知他，並稱其為「文明國家歷史上前所未有……背信棄義……的事件」。此後，蘇聯政府長期以來官方堅稱德國的入侵是「……背信棄義的」。然而，蘇聯將軍格奧爾吉·朱可夫在他1969年的回憶錄中引用了莫洛托夫在內閣會議上所說的「德國政府已向我們宣戰」。

## 宣戰聲明
德國的聲明首先提出了多個理由。它聲稱：共產國際開始在德國進行顛覆、破壞和間諜活動，單方面違反了《苏德互不侵犯条约》。德國的宣戰聲明並表示，蘇聯開始與英國「密謀對抗德國」，而蘇聯軍隊從波羅的海到黑海，都在準備集結進攻。因此，德國元首希特勒已命令德國國防軍利用一切可用手段抵抗這一威脅。

## 反應
德國翻譯埃里希·索默回憶道，杰卡諾佐夫大使在聽完德國的宣戰聲明後，杰卡諾佐夫平靜地聽著，「我對此深感遺憾。」 隨後，他繼續說到，「我對我們的領導人希特勒和斯大林深感可惜，倘若他們可以親自見面的話，那麼，整個人類歷史就都會走上不同的道路。」
蘇聯外交部長莫洛托夫在聽完宣戰宣言時，沈默了一會，然後說：「這是一場戰爭。你認為我們這樣做值得嗎？」 舒倫堡伯爵是反對與蘇聯開戰的「俾斯麥路線」的支持者，據說他含淚讀了這份宣言。舒倫堡伯爵隨後表示，他不同意德國政府向蘇聯宣戰的決定。他在三年後也參與了刺殺希特勒的行動。
根據蘇軍將領朱可夫的回憶錄，當莫洛托夫報告德國宣戰時，斯大林「一屁股坐在椅子上，陷入了沉思」。經過長時間的停頓後，斯大林最終在6月22日上午7點15分發布戰備命令。然而，根據尼古拉·庫茲涅佐夫元帥所述，蘇聯軍隊已於6月21日下午五點左右進入戰備狀態。